# Daniel Sharman
Daniel Sharman (Hackney, Londen, 25 april 1986) is een Engels acteur. Hij speelde in diverse films en series, waaronder The Collection, Teen Wolf en Fear the Walking Dead.

## Levensloop
Sharman groeide op in Londen en begon zijn acteercarrière op negenjarige leeftijd toen hij auditie deed bij het Royal Shakespeare Company en uit honderden kinderen geselecteerd werd. Van 2004 tot 2007 studeerde hij aan het LAMDA. Na enkele kleinere filmrollen kreeg hij in 2012 een bijrol in de tv-serie Teen Wolf als Isaac Lahey. Na twee seizoenen koos hij ervoor om de serie te verlaten voor andere projecten.
Na nog een bijrol gespeeld te hebben in The Originals, vertolkte hij in 2017 en 2023 de hoofdrol van Troy Otto in Fear the Walking Dead. In 2017 werd hij tevens gecast als hoofdrol in het tweede seizoen van Medici, dat een tijdsprong maakte van twintig jaar na het eerste seizoen. Hij vertolkte er de historische figuur Lorenzo I de' Medici. In 2020 was hij te zien in de rol van Lancelot in de Netflix-serie Cursed.

## Filmografie

### Film
- 2010: The Last Days of Edgar Harding, als Harry
- 2011: The Sexy Dark Ages, als Ulric
- 2011: Immortals, als Ares
- 2012: The Collection, als Basil
- 2015: Drone, als Matt Collier
- 2015: The Juilliard of Broken Dreams, als Jeffrey
- 2016: Soon You Will Be Gone and Possibly Eaten, als Jason
- 2016: Albion: The Enchanted Stallion, als Lir

### Televisie
- 2003: Judge John Deed, als Andy Dobbs
- 2007: Starting Over, als Alexander Dewhurst
- 2009: Lewis, als Richard Scott
- 2011: The Nine Lives of Chloe King, als Zane
- 2012-2014: Teen Wolf, als Isaac Lahey
- 2013: When Calls the Heart, als Edward Montclair
- 2014-2015: The Originals, als Kaleb Westphall / Kol Mikaelson
- 2015: LFE, als Joe
- 2017: Mercy Street, als Lord Edward
- 2017, 2023: Fear the Walking Dead, als Troy Otto
- 2018-2019: Medici: The Magnificent, als Lorenzo I de' Medici
- 2020: Cursed, als The Weeping Monk / Lancelot
- 2023: A Town Called Malice, als Kelly Lord

- Bibliothèque nationale de France: cb17887883k (data)
- International Standard Name Identifier: 0000 0001 3382 0476
- Library of Congress Control Number: no2013035762
- Nationale Bibliotheek van Israël: 987012384784205171
- Système universitaire de documentation: 235521922
- Virtual International Authority File: 298772525
- WorldCat: E39PBJwMB7KRkw4HFXdFKhFFrq